# 金松怡
金松怡（1994年8月10日—）是北韓乒乓球运动员，以其防御式的削球打法著称。2016年8月时她在國際乒乓球聯合會的世界排名为第50位，但因为较少出席国际比赛，个人实力和排名可能有所出入。
她在2016年夏季奧林匹克運動會的乒乓球女子单打击败当时世界排名第八位的日本好手福原爱取得铜牌。

## 2016年约奥运会
她在预赛时以黑马之姿击败了世界排名第六位的日本选手石川佳纯和第十三位的新加坡选手于梦雨。尽管在准决赛时以一比四输给了后来取得金牌的中国选手丁宁，她依然在铜牌赛上以四比一击败日本选手福原爱夺得铜牌。